# Teresa Morais
Maria Teresa da Silva Morais (ur. 21 lipca 1959) – portugalska polityk i prawniczka, posłanka do Zgromadzenia Republiki, w 2015 minister kultury, równouprawnienia i spraw obywatelskich.

## Życiorys
Ukończyła studia prawnicze na Uniwersytecie Lizbońskim, na tej uczelni uzyskiwała magisterium i doktorat. Została nauczycielem akademickim na macierzystym uniwersytecie, a także m.in. na Universidade Lusíada de Lisboa i Universidade Moderna. W latach 80. praktykowała także jako adwokat. Była także doradcą prawnym portugalskiego rządu oraz różnych instytucji publicznych.
Działaczka Partii Socjaldemokratycznej. W latach 2002–2005 była deputowaną do Zgromadzenia Republiki. Do portugalskiego parlamentu powróciła w 2009, uzyskiwała następnie reelekcję w wyborach w 2011 i 2015.
W latach 2011–2015 pełniła funkcję sekretarza stanu do spraw kontaktów z parlamentem oraz równouprawnienia w pierwszym rządzie Pedra Passosa Coelho. Od października do listopada 2015 sprawowała urząd ministra kultury, równouprawnienia i spraw obywatelskich w drugim gabinecie dotychczasowego premiera. W 2024 została ponownie wybrana w skład Zgromadzenia Republiki (reelekcja w 2025).